# 羅蘭斯普林斯 (喬治亞州)
羅蘭斯普林斯（英語：Rowland Springs）是位於美國喬治亞州巴托縣的一個非建制地區。該地的面積和人口皆未知。

## 地理
羅蘭斯普林斯的座標為34°13′10″N 84°44′24″W / 34.21944°N 84.74000°W，而該地的平均海拔高度為294米（即965英尺）。